# Spanskpepparsläktet
Spanskpepparsläktet (Capsicum) är ett släkte i familjen potatisväxter. Till släktet hör ett 50-tal arter av varav cirka tio odlas kommersiellt. Arterna ger de sorter, grupper och varieteter som i handeln benämns paprika, chilipeppar, cayennepeppar, jalapeño, aji, peperoncini med flera. 
Arterna i släktet Tubocapsicum hör möjligen hemma här.
"Chilipeppar" är dels en allmän benämning på de arter, med betoning på dess frukter, som finns inom spanskpepparsläktet, dels en grupp framodlade sorter inom arten spanskpeppar (C. annuum).

## Arter
Enligt The Plant List:
- Capsicum annuum L. (Spanskpeppar)
- Capsicum baccatum L. (Bärpeppar)
- Capsicum benoistii Hunz. ex Barboza
- Capsicum buforum Hunz.
- Capsicum caatingae Barboza & Agra
- Capsicum caballeroi M. Nee
- Capsicum campylopodium Sendtn.
- Capsicum carassense Barboza & Bianch.
- Capsicum cardenasii Heiser & P. G. Sm.
- Capsicum ceratocalyx M. Nee
- Capsicum chacoense Hunz.
- Capsicum chinense Jacq. (Havannapeppar)
- Capsicum coccineum (Rusby) Hunz.
- Capsicum cornutum (Hiern) Hunz.
- Capsicum dimorphum (Miers) Kuntze
- Capsicum dusenii Bitter
- Capsicum eshbaughii Barboza
- Capsicum eximium Hunz.
- Capsicum flexuosum Sendtn.
- Capsicum friburgense Bianch. & Barboza
- Capsicum frutescens L. (Flerårig spanskpeppar)
- Capsicum galapagoense Hunz.
- Capsicum geminifolium (Dammer) Hunz.
- Capsicum havanense Kunth
- Capsicum hookerianum (Miers) Kuntze
- Capsicum hunzikerianum Bianch. & Barboza
- Capsicum lanceolatum (Greenm.) C.V.Morton & Standl.
- Capsicum leptopodum (Dunal) Kuntze
- Capsicum longidentatum Agra & Barboza
- Capsicum longifolium Barboza & S. Leiva
- Capsicum lycianthoides Bitter
- Capsicum minutiflorum (Rusby) Hunz.
- Capsicum mirabile Mart. ex Sendtn.
- Capsicum mositicum Toledo
- Capsicum neei Barboza & X. Reyes
- Capsicum parvifolium Sendtn.
- Capsicum pereirae Bianch. & Barboza
- Capsicum pubescens Ruiz & Pav. (Rokotopeppar)
- Capsicum piuranum S. Leiva & Barboza
- Capsicum praetermissum Heiser & Smith
- Capsicum ramosissimum Witasek
- Capsicum recurvatum Witasek
- Capsicum regale Barboza & Bohs
- Capsicum rhomboideum (Dunal) Kuntze
- Capsicum schottianum Sendtn.
- Capsicum scolnikianum Hunz.
- Capsicum spina-alba (Dunal) Kuntze
- Capsicum stramoniifolium (Kunth) Standl.
- Capsicum tovarii Eshbaugh et al.
- Capsicum villosum Sendtn.